# المقارحة
المقارحة قبيلة عربية من قبائل ليبيا يرجع أصلهم إلى قبائل بنو سليم. المركز الرئيسي لإقامتهم وادي الشاطي ب فزان، بالإضافة إلى أماكن أخرى مثل وادي بي والشويرف، وقد انتقل عدد من أفرادها إلى مدينة طرابلس وأماكن أخرى على طول الساحل.
دخلت المقارحة خلال حكم معمر القذافي في تحالف مع قبيلة القذاذفة وقبائل ورفلة، وشغل العديد من المقارحة المناصب العليا في الحكومة وقوات الأمن الليبية. كان من بينهم عبد السلام جلود وعبد الله السنوسي، نسيب معمر القذافي ورئيس الاستخبارات العسكرية من قبيلة المقارحة.

## قائمة المصادر
- Obeidi, Amal S M. Political Culture in Libya, Routledge, 2001.
- Ahmida, Ali Abdullatif. The Making of Modern Libya:State Formation, Colonization, and Resistance, 1830-1932, State University of New York Press, 2000.